# Chute de Berlin (1806)
Campagne de Prusse et de Pologne (1806-1807) des Guerres de la Révolution et de l'Empire
Batailles
- Cap-Vert (navale)
- San Domingo (navale)
- Río de la Plata
- Pornichet (navale)

- Raguse
- Castel-Nuovo

Campagne de Prusse (1806)
- Schleiz
- Saalfeld
- Auerstaedt
- Iéna
- Halle
- Magdebourg
- Stettin
- Lübeck
- Glogau
- Golymin
- Pułtusk
- Stralsund

Campagne de Pologne (1807)
- Eylau
- Ostrołęka
- Colberg
- Dantzig
- Guttstadt
- Heilsberg
- Friedland

La chute de Berlin se déroule le 24 octobre 1806 lorsque la capitale du royaume de Prusse, Berlin, est capturée par l'armée française à la suite des victoires décisives d'Iéna et d'Auerstaedt. L'empereur des Français Napoléon entre dans la ville, où il publie son décret de Berlin, mettant en œuvre son blocus continental qui prend fin en 1814. Le pillage à grande échelle de Berlin a lieu durant cette période d'occupation.

## Occupation

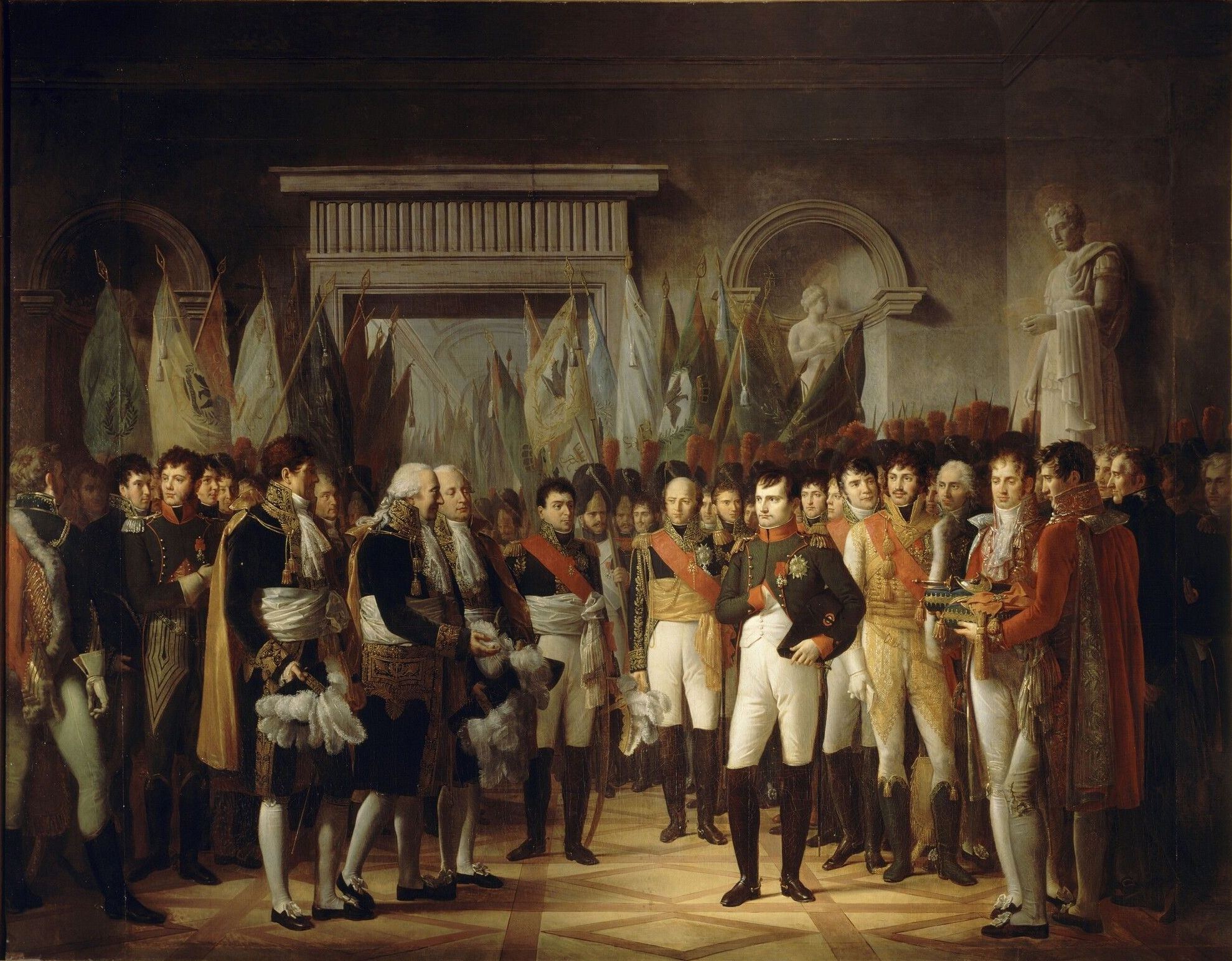
Napoléon Ier reçoit au Palais Royal de Berlin, les députés du Sénat français, le 19 novembre 1806 de René Théodore Berthon.

Les forces prussiennes et leur roi Frédéric-Guillaume III fuient vers l'est à Königsberg en Prusse orientale pour continuer la résistance contre les Français et leurs alliés.

## Suites

### Victoires françaises et paix

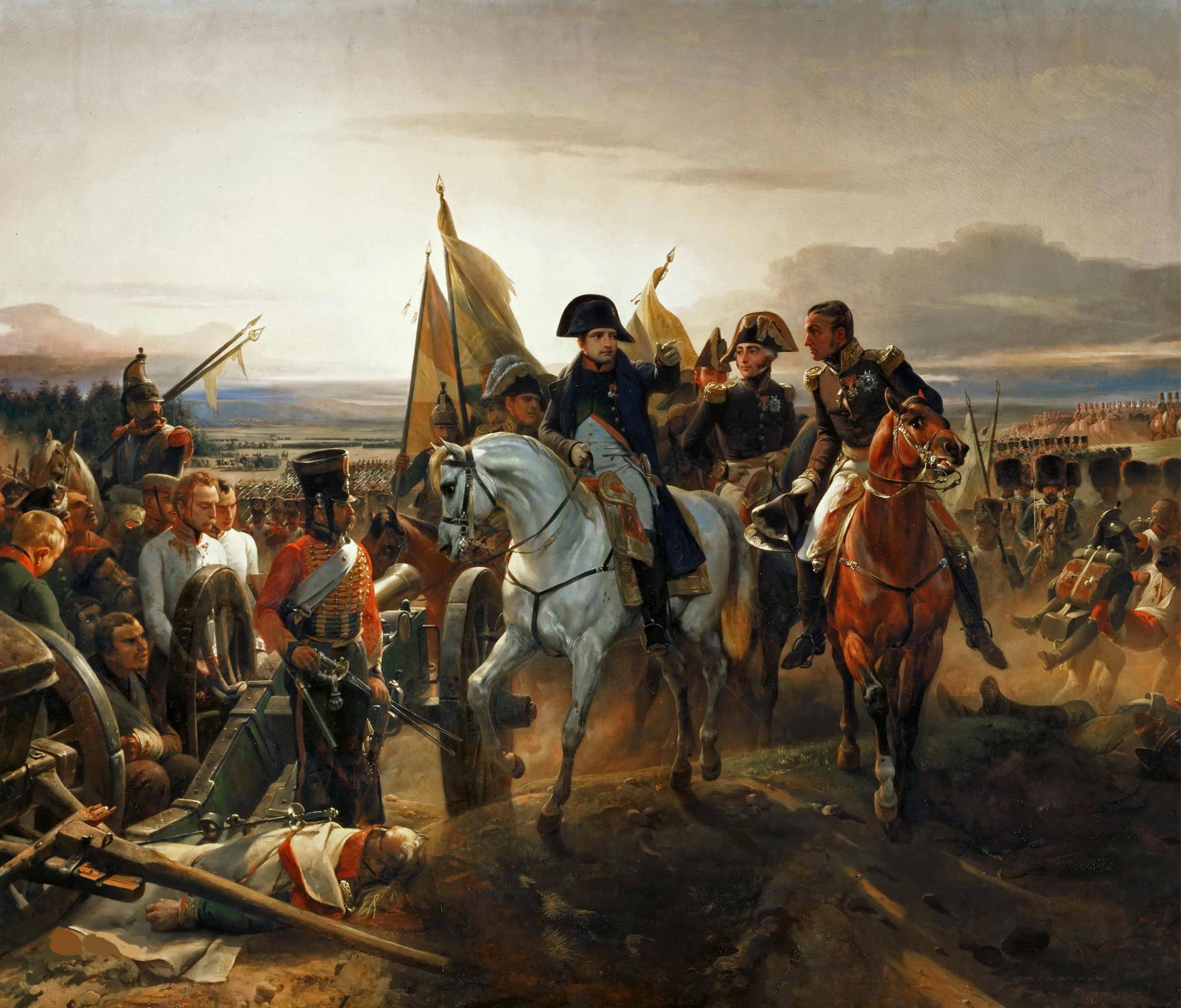
La Bataille de Friedland, 14 juin 1807, grande victoire décisive de Napoléon, peint par Horace Vernet.

La bataille sanglante d'Eylau qui s'ensuit, la bataille décisive de Friedland et les traités de paix de Tilsit contraignent la Prusse à céder de grandes parties de ses territoires et à accepter des garnisons françaises dans ses principales forteresses et villes. La Prusse devient un État client de la France, obligée de payer de grosses indemnités. Berlin, elle-même, reste occupée jusqu'au début de l'année 1813. Une garnison est également établie à proximité de la citadelle de Spandau.

### Retournement des Prussiens contre la France
Après la retraite de la campagne de Russie en 1812, l'armée prussienne servant d'auxiliaires aux Français pendant la campagne de Russie changent de camp et soutiennent la Russie, qu'ils viennent de combattre. Cela se combine avec des soulèvements majeurs sur le territoire prussien, forçant les troupes françaises à battre en retraite et à abandonner Berlin. La ville devint alors une cible majeure pour les Français qui tentent de la reprendre pendant la campagne d'Allemagne de 1813, ne se terminant qu'avec le retrait complet des Français après la gigantesque bataille de Leipzig.

## Conséquences

### Troisième prise de Berlin en moins de 50 ans
Berlin a déjà été brièvement attaquée deux fois. La première fois, pendant la guerre de Sept Ans en 1757. La seconde fois se déroule pendant le même conflit mondial, en 1760. En effet, 18 000 Autrichiens et 17 600 Russes opèrent un raid sur la ville, que les Autrichiens pilleront beaucoup. Bien que Berlin en soit à sa troisième chute en moins de 50 ans, cette occupation en 1806 par les Français est un coup dur pour les dirigeants prussiens.

### Admiration de Napoléon pour Frédéric le Grand

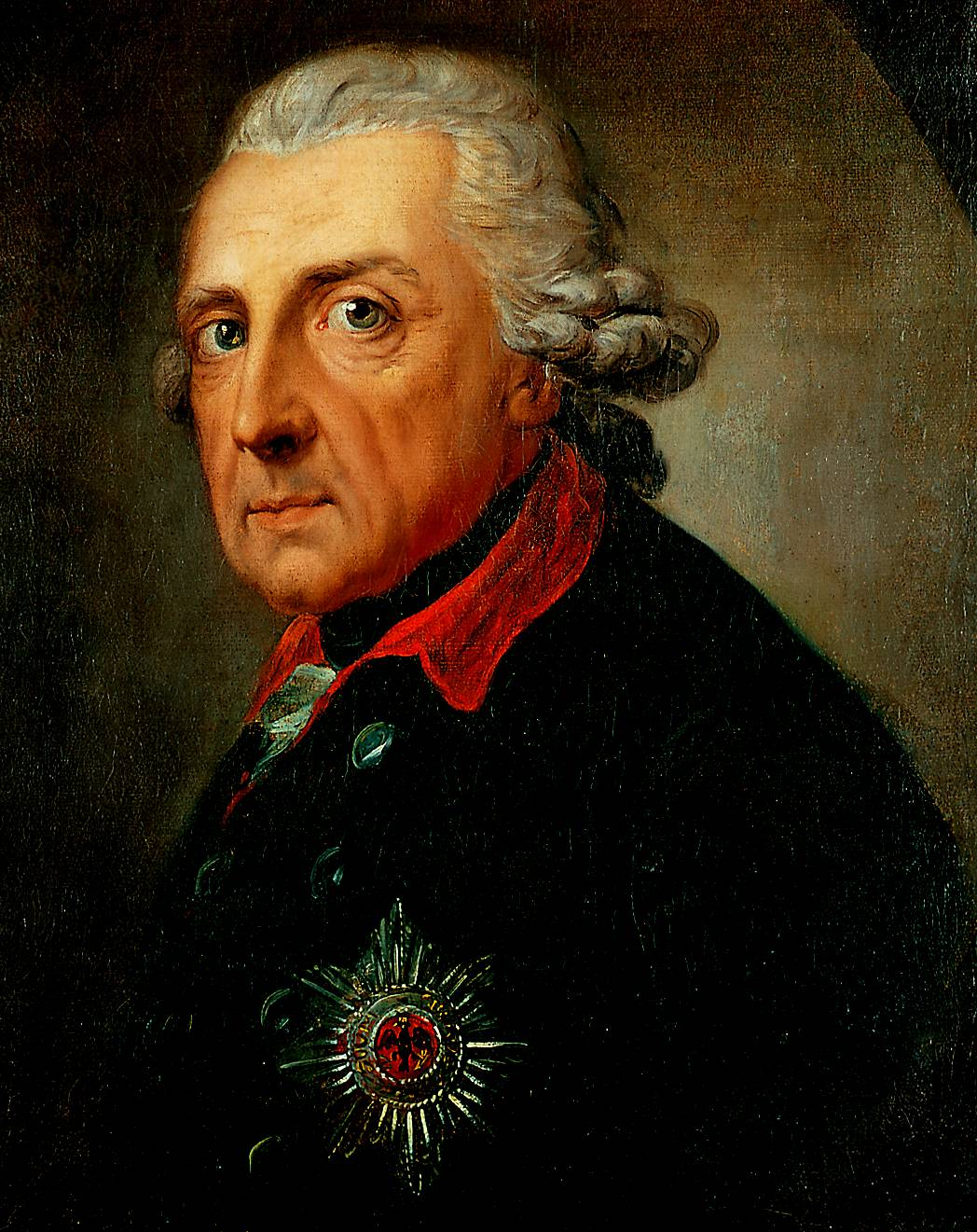
Frédéric le Grand, âgé de 68 ans, par Anton Graff.

En même temps que d'être une nouvelle manifestation du génie militaire de Napoléon, cette première partie campagne de Prusse et de Pologne détruit aussi la réputation que l'armée prussienne avait acquise par les grandes victoires militaires de Frédéric II, surnommé le Grand, que Napoléon, lui-même, admirait. Une des preuves de l'admiration de Napoléon pour Frédéric est qu'après son arrivée à Berlin, Napoléon visita la tombe de Frédéric le Grand et aurait dit à ses maréchaux « Chapeau messieurs, s'il était vivant, nous ne serions pas ici aujourd'hui ». Cela est devenu une scène emblématique de la culture allemande, représentée dans des films prussiens tels que Old Fritz (1927) et Kolberg (1945).

### Réorganisation de l'armée prussienne
Dans le sillage de la chute de Berlin, un important mouvement de réforme est lancé par les Prussiens pour restaurer l'efficacité au combat de l'armée prussienne et renouveler la nation dans son ensemble afin de planifier une guerre de revanche contre la France. Les forces prussiennes réformées jouant un rôle clé dans la retraite française ultérieure d'Allemagne en 1813-14, et lors de la défaite finale de Napoléon lors de la campagne de Belgique, se clôturant par Waterloo, en 1815.

### Lectures complémentaires
- Jean Tulard, Napoléon, ou le mythe du sauveur, Fayard, 1977, 1980, 1983, 1987, 2021
- Thierry Lentz, Napoléon (dictionnaire historique), Perrin, 2020  (ISBN 978-2262079161)
- Thierry Lentz, Le Premier Empire (1804-1815), Fayard, 2018  (ISBN 978-2818505519)
- Thierry Lentz, Napoléon, Presses universitaires de France, 2003  (ISBN 978-2130537663)
- David Chandler, Jena 1806: Napoleon destroys Prussia, Bloomsbury, 1993
- (en-GB) Andrew Roberts, Napoleon the Great, Penguin, 2014